# 613
Évszázadok: 6. század – 7. század – 8. század
Évtizedek: 560-as évek – 570-es évek – 580-as évek – 590-es évek – 600-as évek – 610-es évek – 620-as évek – 630-as évek – 640-es évek – 650-es évek – 660-as évek
Évek: 608 – 609 – 610 – 611 –  612 – 613 – 614 – 615 – 616 – 617 – 618

## Események

### Bizánci Birodalom
- Hérakleiosz császár társuralkodóvá nevezi ki nyolc hónapos fiát, Kónsztantinoszt.
- Az előző évben megözvegyült Hérakleiosz feleségül veszi unokahúgát, Martinát, amivel az egyház regulái szerint is vérfertőzést követ el. A házasságot a közvélemény és a papság is kifogásolja, de Szergiosz pátriárka végül hajlandó összeadni őket és császárnővé koronázni Martinát.
- A perzsa háborúban Hérakleiosz maga veszi át a főparancsnokságot, hogy megállítsa a Kis-Ázsiába és Szíriába betörő ellenséget. Antiokheia mellett azonban súlyos vereséget szenved, a perzsák elfoglalják és kifosztják a várost, lakosságának egy részét keletre telepítik és megölik ortodox pátriárkáját. A bizánciak képtelenek megállítani előrenyomulásukat: még ebben az évben elesik Damaszkusz, Apameia és Emesza, északon pedig kilikiai Tarszosz.

### Európa
- II. Theuderic, Austrasia és Burgundia királya ígéretéhez híven átengedi a neustriai II. Chlotharnak Dentelin hercegségét (kb. a mai Belgium), mert semleges maradt az előző évi háborújában testvére ellen. Ezután háborúra készül ellene, de eközben vérhasban meghal. Utóda 12 éves törvénytelen fia, II. Sigebert. Kiskorúsága miatt a kormányzást általánosan gyűlölt dédanyja, Brünhilda veszi át régensként. Amikor II. Chlothar támadást intéz ellenük, a főurak (élükön Wachamar majordomusszal) átállnak hozzá. A menekülő királyt és Brünhildát elfogják. Sigebertet és öccsét kivégzik; a 70 év fölötti Brünhildát Chlothar tíz frank király halálában ítéli vétkesnek és lovak közé kötve tépeti szét (más verzió szerint ló mögé kötve vonszolták, míg életét nem vesztette). Chlothar Párizsba helyezi át a székhelyét, uralma alatt újraegyesül a Frank Birodalom.
- Æthelfrith berniciai király a chesteri csatában döntő vereséget mér a walesi Powys és Gwynedd egyesült seregeire. A csata után Bangorban több száz szerzetest lemészároltat, akik imáikkal segítették a britonokat. Az addig Gwyneddben menedéket talált riválisa, Edwin előbb Merciába, majd Kelet-Angliába menekül.

### Kína
- Az előző évi katasztrofális kudarc után Jang császár újabb hadjáratot vezet Kogurjo ellen, bár katonái egy része dezertál és rablóbandákhoz, lázadókhoz csatlakozik. Amikor azonban Lojang közelében nagy felkelés robban ki, feladja a háborút és sietve délnek indul hogy elfojtsa a lázadást.

### Arábia
- Mohamed a nyilvánosság elé lépve hirdetni kezdi Mekkában az iszlámot. Mikor megtámadja addigi hitüket, a lakosok egy része ellene fordul.

## Születések
- Áisa, Mohamed próféta harmadik felesége

## Halálozások
- II. Theuderic, frank király
- II. Sigebert, frank király
- Brünhilda, frank királyné
- Priszkosz, bizánci hadvezér

## Fordítás
- Ez a szócikk részben vagy egészben  a(z)   613 című angol Wikipédia-szócikk ezen változatának fordításán alapul.  Az eredeti cikk szerkesztőit annak laptörténete sorolja fel. Ez a jelzés csupán a megfogalmazás eredetét és a szerzői jogokat jelzi, nem szolgál a cikkben szereplő információk forrásmegjelöléseként.